# 两个凡是
“两个凡是”，是中华人民共和国在文化大革命结束后，时任中共中央主席、国务院总理华国锋在其短暂执政时期内所奉行的原则，一般指“凡是毛主席作出的决策，我们都坚决维护；凡是毛主席的指示，我们都始终不渝地遵循”。以华国锋、汪东兴等人为首的坚持“两个凡是”原则的中共党内势力，也曾被称为“凡是派”。

## 历史
1976年10月26日，华国锋对中共中央宣传部负责人表示「凡是毛主席讲过的、点过头的，都不要批评」，这是華國鋒首次提出两个凡是。
1977年1月，周恩来逝世一周年。汪东兴指示李鑫组织写一篇社论《学好文件抓住纲》（一说执笔者为郑必坚和龚育之），把社會上要求对四五天安门事件平反、邓小平復出的问题注意力转过来。“文件”指的是《论十大关系》和华国锋在第二次全国农业学大寨会议上的讲话。2月6日晚，中央人民广播电台全文播发《学好文件抓住纲》；第二天，《人民日报》刊出这篇社论。社论最后说到“凡是毛主席作出的决策，我们都坚决维护；凡是毛主席的指示，我们都始终不渝地遵循”，这两句话成为“两个凡是”的经典表述。随后《红旗》、《解放军报》转载这篇社论。3月，华国锋在中央工作会议上说：“全党全军全国各族人民，在揭批‘四人帮’的斗争中，一定要注意：凡是毛主席作出的决策，都必须维护；凡是损害毛主席形象的言行，都必须制止。”
1978年5月11日，《光明日报》发表了由中共中央组织部部长胡耀邦审定的评论文章《实践是检验真理的唯一标准》，結果引發真理标准问题大讨论。 1978年12月，中共十一届三中全会上提出批评“两个凡是”的思想，华国锋在会上作出了解释，当时邓小平等人表示“两个凡是”与华国锋有关系。1980年9月，华国锋因“两个凡是”问题辞去国务院总理，次年再辞去中共中央主席和中央军委主席的职务。